# LGV Bordeaux - Toulouse
Pour les articles homonymes, voir Ligne Bordeaux-Toulouse.
La LGV Bordeaux - Toulouse (parfois appelée ligne nouvelle du Sud-Ouest) est une future ligne à grande vitesse, d'une longueur d'environ 200 km, affectée au trafic des voyageurs entre Bordeaux et Toulouse. À vocation radiale (desserte de la quatrième aire urbaine de France) et transversale (liaison entre les façades Atlantique et Méditerranéenne), cette ligne prolongerait la LGV Sud Europe Atlantique (Tours-Bordeaux), dans le cadre du grand projet ferroviaire du Sud-Ouest. Envisagé depuis les années 1980 puis successivement reporté, ce projet dont le coût s'élève à plusieurs milliards d'euros reçoit sa déclaration d’utilité publique en 2016, définitivement confirmée en 2021. À l’instar des autres grands projets nationaux (LGV, autoroutes, ports, etc.), celui-ci fait l’objet de contestations d’ordre politique, économique et environnemental.

## Historique

### Chronologie
- 2002-2003 : études préalables sur l'opportunité du projet
- 18 décembre 2003 : projet retenu par le comité interministériel d’aménagement et de développement du territoire
- 7 juin — 25 novembre 2005 : débat public
- 13 avril 2006 : décision de Réseau ferré de France de poursuivre les études
- 11 janvier 2010 : RFF dévoile le fuseau de 1 000 mètres définissant la quasi-totalité des lignes Bordeaux-Toulouse et Bordeaux-Espagne[3]
- 30 mars 2012 : validation par le ministère des Transports de la future ligne à grande vitesse[4]
- 14 octobre 2014 : ouverture des enquêtes publiques[5]
- 2 juin 2016 : déclaration d’utilité publique par décret[6] publié au Journal officiel le 5 juin.
- 29 juin 2017 : annulation de la déclaration d’utilité publique de la section Bordeaux-Saint-Jean - Saint-Médard d'Eyrans par le tribunal administratif de Bordeaux[7].
- 2 février 2018 : le rapport du Conseil d’orientation des infrastructures juge le projet prioritaire, et propose un phasage et un report à l'horizon 2027 dans le cas le plus favorable.
- 17 octobre 2019 : l'ensemble du projet initial est de nouveau en route avec le rétablissement de la section Bordeaux-Saint-Jean - Saint-Médard d'Eyrans dans la DUP par la cour administrative d'appel de Bordeaux[8].
- 24 décembre 2019 : promulgation de la loi d'orientation des mobilités, permettant la création de sociétés de projet pour le financement de la ligne[9].
- 2 mars 2022 : la société du Grand Projet du Sud Ouest (regroupant les LGV Bordeaux-Toulouse et Bordeaux-Espagne) est créée[10].
- 24 février 2023 : le second rapport du Conseil d'orientation des infrastructures maintient la position prise en 2018, c'est-à-dire la construction dès 2027-30 pour une mise en service en 2032-35 de la section Bordeaux-Toulouse[11].
- 7 mai 2024 : lancement des premiers travaux préalables à la construction de la LGV, ceux d'aménagements ferroviaires au nord de Toulouse (AFNT), concernant 19 km qui seront limités à 160 km/h[12],[13]. En octobre de la même année, le chantier est toujours en cours[14].

### Naissance du projet
Le projet d’aménagement d’une ligne à grande vitesse entre Bordeaux et Toulouse apparaît dès les années 1980 : le succès de la LGV Sud-Est entre Paris et Lyon, entraînant un report modal massif depuis l’avion et bloquant la progression du trafic sur l’autoroute A6 conduit les gouvernements ainsi que les élus locaux à désirer des dessertes à grande vitesse nombreuses depuis Paris. Ce succès étant toutefois spécifique à l’axe Paris–Lyon, le schéma directeur TGV issu de cet engouement politique ne correspond pas à une réalité économique rationnelle et mettra en péril les finances de la SNCF.  À l’instar du développement du réseau ferroviaire classique et du réseau autoroutier, l’itinéraire reliant Paris à Toulouse via Bordeaux est préféré à celui passant par Limoges, en raison de l’importance des villes du sud-ouest, de la préexistence du projet de LGV Atlantique inaugurée dès 1989 et de la difficulté que présente la traversée du Limousin. C’est donc la ligne Bordeaux – Toulouse, prolongée jusqu’à Narbonne, qui est inscrite au schéma directeur des lignes à grande vitesse, conjointement au prolongement de la LGV Atlantique vers Bordeaux, par le comité interministériel d’aménagement du territoire (CIAT) le 14 mai 1991. Toutefois, aucune échéance n’est spécifiée pour la réalisation des projets, aucun investissement débloqué et le demi-échec de la LGV Nord, plus chère, moins fréquentée et moins rentable que prévu avant que l’ouverture du tunnel sous la Manche ne stimule le trafic, entraîne le report des autres projets de ligne à grande vitesse.
À partir du 30 septembre 1990, des TGV Atlantique allers-retours circulent quotidiennement entre Paris-Montparnasse et Toulouse, empruntant la LGV déjà construite entre Paris et Tours, puis poursuivant sur les lignes classiques, à vitesse élevée (jusqu’à 220 km/h sur certains tronçons de la ligne de Paris-Austerlitz à Bordeaux-Saint-Jean) jusqu’à Bordeaux, mais limitée à 150 km/h sur la ligne de Bordeaux-Saint-Jean à Sète-Ville. Le prolongement de la ligne nouvelle jusqu’à Bordeaux puis Toulouse est fréquemment évoqué et un premier débat public a lieu pour le tronçon Tours – Bordeaux en 1994 et 1995 ; cependant aucune étude au sujet de la section Bordeaux — Toulouse n’est menée.
C’est entre 2002 et 2004 que Réseau ferré de France, devenu responsable de l’infrastructure ferroviaire française avec la réforme ferroviaire de 1997, lance une série d’études préliminaires, destinées à déterminer plusieurs tracés possibles ainsi que les modes de desserte de Bordeaux, Toulouse, et des principales villes longeant le trajet. La desserte de Bordeaux et de Toulouse par leurs gares centrales respectives (Saint-Jean et Matabiau) est privilégiée et deux arrêts intermédiaires à Agen et Montauban envisagés par des gares nouvelles ou par des raccordements à la ligne classique, la ligne suivant la vallée de la Garonne et l'A62 en amont d’Agen. En aval, trois possibilités de tracé sont étudiées : au nord du fleuve, en longeant son cours, ou nettement plus au sud aux environs de Captieux afin de maximiser la longueur du tronc commun avec une éventuelle ligne en direction de la frontière espagnole. Enfin, la possibilité de court-circuiter la ville de Bordeaux en passant par Libourne et La Réole à l’est est envisagée afin d’éviter le ralentissement des trains dans Bordeaux pour les missions directes Paris – Toulouse. La ligne, dont le coût est estimé aux alentours de trois à quatre milliards d’euros, est espérée pour entre 2015 et 2020.
À la fin de l’année 2005, conformément à l’obligation légale, un débat public portant sur le projet est mené. Son bilan, rendu le 18 janvier 2006, rend déjà compte du manque de consensus autour de ce projet et des manquement de Réseau ferré de France. Par exemple son refus d'entamer le débat public sur la LGV Bordeaux – Espagne, empêchant de déterminer précisément la configuration de la ligne au nord-ouest. Ou encore le manque de clarté du montage financier du projet.

### Phase d’études
Le 13 avril 2006, le conseil d'administration de RFF décide la poursuite des études. Sont actés le principe d’une desserte de Montauban par gare nouvelle en correspondance avec le réseau ferroviaire régional, le choix du tracé suivant le cours de la Garonne entre Agen et Toulouse, et le raccordement au réseau classique en bout de ligne plus près des agglomérations. À Agen, la possibilité d’un arrêt dans la gare préexistante en construisant des raccordements au plus près de l’agglomération reste en concurrence avec la construction d’un nouvel édifice sur la ligne. Enfin, la question du tracé entre Bordeaux et Agen reste en suspens, conditionnée aux conclusions du débat public sur la LGV Bordeaux – Frontière espagnole devant être lancé à l’été 2006. Les études devront être menées en lien avec celles de la restructuration de la gare de Toulouse-Matabiau, et intégrer les projets d’amélioration des dessertes locales à ses extrémités entre Toulouse et Saint-Jory d’une part, Bordeaux et Langon d’autre part. En complément, RFF décide de lancer une étude préalable pour un prolongement vers Narbonne, dans le cadre du projet de ligne nouvelle entre Montpellier et Perpignan.
Le 8 mars 2007, RFF rend sa décision sur le projet Bordeaux – frontière espagnole. Parmi les options retenues, un tracé par l’est des Landes est choisie, permettant une intégration plus simple que l’option occidentale, la desserte du Béarn et du Gers, l’utilisation de la ligne de Bordeaux-Saint-Jean à Sète-Ville plutôt que celle de Bordeaux-Saint-Jean à Irun, saturée, et la création d’un tronc commun avec la ligne nouvelle vers Toulouse. C’est donc l’option sud qui est retenue pour cette dernière ligne, avec un passage par les environs de Captieux. La mise en place d’un raccordement au sud-est l’est permettant des liaisons directes à grande vitesse entre Toulouse et Bayonne, plus rapides que par la ligne classique, est mis à l’étude. En revanche, le contournement de l’agglomération bordelaise par l’est se révèle incompatible avec cette décision. Il n'est donc pas prévu d’évitement de l’agglomération bordelaise dans le projet ; les TGV assurant la liaison Paris – Toulouse traverseront la gare Saint-Jean y compris pour les missions sans arrêt à Bordeaux. La ligne débuterait à Hourcade au sud-est de Bordeaux et rejoindrait la ligne classique à Saint-Jory au nord de Toulouse. La livraison du projet est espérée avant 2020.
Le 21 mai 2007, un accord est conclu par les collectivités territoriales de Midi-Pyrénées pour le financement de la suite des études de la nouvelle ligne, estimé à 36 millions d’euros par RFF. Celles-ci en financent 14,4 millions d’euros, dont 5,24 millions d’euros pour le conseil régional de Midi-Pyrénées, 4,5 millions d’euros pour la communauté d'agglomération du Grand Toulouse et 3,5 millions d’euros pour le conseil général de la Haute-Garonne. Le 16 juillet de la même année, RFF créée la mission grands projets du sud-ouest (GPSO), chargée des études sur les lignes Bordeaux – Toulouse et Bordeaux – Espagne, ainsi que de la réalisation d’aménagements ferroviaires d’intérêt local dans les environs de Bordeaux et Toulouse.
À la suite du Grenelle Environnement, l’article 12 de la loi « Grenelle I » votée en août 2009 dispose que l’État consacrera 16 milliards d’euros d’ici à l’année 2020 pour la réalisation de 2 000 kilomètres de lignes à grande vitesse, avec environ 70 projets de transports pour un coût estimé à 250 milliards d’euros. Le détail du programme devra dépendre de l’état d’avancement des projets, les LGV Tours – Bordeaux, Bordeaux – Toulouse et Bordeaux – Hendaye étant concernés. Le 8 avril 2010, RFF annonce le lancement de pré-études fonctionnelles pour un prolongement vers Narbonne, envisagé dans la loi au-delà de 2020.
Toutefois, dans un cadre de difficultés économiques pour l’État et les collectivités territoriales à la suite de la crise de la dette dans la zone euro, la plupart des projets de lignes à grande vitesse, équipements coûteux et contestés, sont remis en question et la réalisation du plan ambitieux de la loi Grenelle I compromise. L’abandon de la LGV Bordeaux - Espagne est plusieurs fois évoqué, avec le risque de perdre l’ensemble des crédits européens du projet, finançant en partie le tronc commun avec la LGV Bordeaux – Toulouse. Le projet LGV Toulouse - Narbonne est quant à lui abandonné, la réalisation de la ligne vers Toulouse étant elle-même incertaine.
En marge de ces décisions politiques, les études détaillées de l’ensemble du GPSO se poursuivent, permettant l’affinement du fuseau à mille, puis cinq-cents mètres de large, l’évaluation détaillée des impacts environnementaux et des mesures compensatoires à mettre en œuvre et l’estimation du trafic attendu entre 2008 et fin 2010 permettant d’aboutir à un avant-projet sommaire, puis après la réalisation des études d’impact socio-économique, au lancement de l’enquête d’utilité publique fin 2011.
Les différents gouvernements en place confirment la volonté de réaliser ce projet : le 2 janvier 2012, Nathalie Kosciusko-Morizet, alors ministre des Transports, alors que plusieurs collectivités locales menacent de renoncer au financement du projet ; puis le 13 juillet 2012, Jérôme Cahuzac, ministre délégué au budget, après avoir annoncé une remise en cause des orientations de la loi Grenelle I faute de financement.
En parallèle naît une opposition au projet menée par des associations et partis politiques essentiellement écologistes et antilibéraux ainsi que par des collectivités locales impactées par le projet (effet tunnel), dénonçant le coût prohibitif de la ligne ainsi que son impact écologique. Un contre-projet proposé consisterait à moderniser la ligne classique, par exemple en supprimant des passages à niveau, en rectifiant les courbes les plus serrées ou en renouvelant la signalisation pour permettre aux trains de circuler à la vitesse de 220 km/h, alors atteinte sur la ligne de Paris-Austerlitz à Bordeaux-Saint-Jean. De telles opérations ont déjà été menées en compensation de l’abandon de projets de LGV, par exemple sur la ligne de Bourg-en-Bresse à Bellegarde pour remplacer la LGV des Titans jamais construite. En 2013, la commission « Mobilités 21 », chargée de la révision du schéma national d’infrastructures de transport, entend concentrer l’investissement public dans la rénovation du réseau existant ; et le rapport de son président Philippe Duron est adopté par le Premier ministre Jean-Marc Ayrault. La LGV Bordeaux – Toulouse reste toutefois à l’ordre du jour, seule ligne à grande vitesse non remise avec celles dont les travaux sont déjà engagés (Tours – Bordeaux, Le Mans – Rennes, Nîmes – Montpellier et phase 2 de Paris – Strasbourg).
La commission d’enquête d’utilité publique rend, début mars 2015, un avis défavorable sur la réalisation de la quasi-totalité du grand projet ferroviaire du sud-ouest, seuls les aménagements d’intérêt local au sud de Bordeaux étant retenus. Bien que le gain de temps de trajet soit reconnu, sa rentabilité socio-économique est contestée, et l'absence d’analyse de l'impact sur la biodiversité et d'études de solutions alternatives à la grande vitesse dénoncée. Cet avis, critiqué par les collectivités locales bénéficiant du projet, ne lie toutefois pas le gouvernement ni son administration : le Conseil d'État rend quant à lui un avis favorable le 25 mai 2016 et l’ensemble du projet est déclaré d’utilité publique le 2 juin 2016 par décret publié au Journal officiel le 5 juin. Comme toutes les déclarations d’utilité publique de LGV françaises à l’exception de la LGV Sud-Est, celle-ci fait l’objet de plusieurs recours. Par ailleurs, cent quarante personnes annoncent avoir, avant les arrêtés préfectoraux gelant les ventes et transactions des terrains concernés par la LGV, acheté en indivision deux parcelles sur sa future emprise dans le but de compliquer les procédures d’expropriation, plusieurs copropriétaires résidant à l’étranger.
Le 29 juin 2017, le tribunal administratif de Bordeaux annule le décret du 2 juin 2016, suspendant de fait le projet. Cet événement intervient dans un contexte de forte tension budgétaire : le même jour, la Cour des comptes publie l'audit des finances publiques demandé par le nouveau Premier ministre Édouard Philippe et y critique un processus de décision politique dans le domaine de la grande vitesse ferroviaire qui « ne répond que très  partiellement à une rationalité économique ». Des déclarations concordantes du président de la République Emmanuel Macron, du ministre de la transition écologique Nicolas Hulot, de la ministre des Transports Élisabeth Borne et du président de la SNCF Guillaume Pepy dans les jours qui suivent marquent une volonté de désengagement des projets de lignes à grande vitesse non encore terminés, pour y préférer un investissement dans les transports de proximité domicile-travail. Cependant, le rapport rendu par le Conseil d’orientation des infrastructures à la ministre des transports préconise le maintien du projet, celui-ci étant jugé prioritaire parmi les infrastructures ayant fait l’objet de l’étude. Un découpage du projet en deux phases Agen–Toulouse puis Bordeaux–Agen est suggéré, les travaux de la ligne n’intervenant dans tous les cas qu’après la modernisation des nœuds ferroviaires de Bordeaux et de Toulouse. Le rapport suggère, pour l’ensemble des projets étudiés, trois options de calendrier, se traduisant pour la LGV Bordeaux–Toulouse par une inauguration à l’horizon 2027 au plus tôt, ou en 2037 voire plus tard.
Le 24 décembre 2019 est promulguée la loi d’orientation des mobilités, dont l’article 4 permet la création de sociétés de projets destinées à permettre le financement d’infrastructures de grande ampleur, notamment de LGV, ce qui relance le projet à horizon 2030.

### Gouvernance et financement
L’article 4 de la loi du 24 décembre 2019 d’orientation des mobilités permet la création d’une « société publique de financement » (SPF), établissement public local ad hoc ayant pour objet le financement et la supervision du projet de LGV. Cet établissement, qui serait créé par une ordonnance du Président de la République avant le 23 décembre 2021, assurerait la maîtrise d’ouvrage du projet et porterait la charge de l’emprunt nécessaire à sa construction. La gouvernance de la SPF serait principalement assurée par les collectivités territoriales bénéficiant du projet : régions Nouvelle-Aquitaine et Occitanie, et ÉPCI Toulouse Métropole et Bordeaux Métropole.
Par ailleurs, une société privée, à capitaux mixtes, serait chargée en vue de la concession de la ligne, sur le modèle de Lisea pour la LGV SEA.
En 2020, le coût des travaux est estimé à 10,4 milliards d’euros (14 G€ avec la section landes-Dax). Pour y pourvoir, la SPF réaliserait un emprunt d’une annuité de quarante à cinquante ans. Elle serait habilitée à toucher les péages versés par les opérateurs ferroviaires, et bénéficierait, outre le concours de l'État, de collectivités territoriales et de l'Union européenne, de prélèvements obligatoires perçus sur les propriétaires d'immeubles de bureaux. Ce modèle de financement est similaire à celui retenu pour la société du Grand Paris.
En avril 2021, le Premier ministre Jean Castex annonce une participation à hauteur de 4,1 milliards d'euros de l'État, soit un peu plus de la moitié du coût total. Une contribution de l'Union européenne est aussi attendue à hauteur de 20 %, soit environ 1,5 à 2 milliards d'euros. La région Occitanie maintient son financement à hauteur d'un milliard d'euros, déjà voté en 2016. Le financement doit être bouclé fin 2021,,.
Le 3 septembre 2021, le préfet d'Occitanie et de la Haute-Garonne Étienne Guyot est nommé coordinateur du projet. Son but est de créer un établissement public local destiné à financer le projet. La présidente de région Carole Delga ainsi que le président de Toulouse Métropole Jean-Luc Moudenc cherchent alors à assurer le financement de 4,1 milliards d'euros, soit 40 % du total, à la charge des collectivités locales. 20 % sont payés par l'Union européenne et 40 % par l'État,. Dans ce cadre les collectivités doivent mettrre en place une taxe spéciale d'équipement (TSE) prélevée sur les taxes foncières payées par le contribuable. Considérant que certaines de ces collectivités ne bénéficieront pas des services du projet (absence de stations de train à proximité), une question prioritaire de constitutionnalité est soulevée par des associations.
Le 28 septembre 2021, le Conseil d'État valide en cassation la déclaration d'utilité publique du projet, qui avait été annulée en 2017. Ce faisant, plus aucun recours juridique n'est possible contre le décret portant déclaration d’utilité publique.
Le 19 février 2022, le financement du projet est validé malgré l'opposition des écologistes et des environnementalistes et les réticences au financement de certains départements et certaines communautés d'agglomération de Nouvelle-Aquitaine.
Le 14 mars 2022, le Premier ministre Jean Castex se rend à Toulouse et annonce un début des travaux pour 2024, voire fin 2023, et une première circulation des trains en 2032.

## Infrastructure

### Ligne nouvelle
Le projet prévoit la réalisation de 222 km de ligne nouvelle entre Bordeaux et Toulouse, dont un tronçon de 55 km commun aux lignes nouvelles Bordeaux-Dax et Bordeaux-Toulouse.
La topographie étant dans l'ensemble très favorable, du fait de la vallée de la Garonne et de la plaine des Landes de Gascogne, la majorité de la ligne nouvelle est en remblai, à moins de quatre mètres au-dessus du niveau du sol.
Les principaux ouvrages d'art sont situés sur la section Agen-Toulouse, où plusieurs traversées du fleuve sont prévues. On peut citer notamment le viaduc de la Baïse, qui permettra de traverser la vallée sur un kilomètre environ, le tunnel de Moirax au sud d'Agen, le viaduc sur la Garonne à Castelsarrasin, et le tunnel de Pompignan à l'approche de Toulouse.
La ligne desservirait deux nouvelles gares à Agen et à Montauban.

### Aménagements de la ligne classique
L'augmentation du nombres de trains circulant entre Bordeaux et Toulouse à la mise en service de la LGV justifie des aménagements de part et d'autre de la ligne, au sud de Bordeaux et au nord de Toulouse. Ces aménagements permettront d'autre part de créer de nouveaux services de desserte de proximité de type RER.
Les 19 kilomètres de ligne entre Toulouse et Castelnau-d’Estrétefonds sont concernés par d’importants réaménagements, enjeu local des transports à Toulouse. Le projet inclut en effet la mise à quatre voies intégrales sur cette section resserrée entre un tissu industriel dense (gare de triage de Saint-Jory notamment) et le canal latéral à la Garonne afin de pallier la saturation à moyen terme de cet axe emprunté par de nombreux TER. Certains ouvrages d’art importants (ponts routiers notamment) seraient remodelés, et les haltes de Lacourtensourt et Route-de-Launaguet déplacées pour faciliter l’intermodalité avec les transports locaux (ligne B du métro de Toulouse et Toulouse Aerospace Express).
La quinzaine de kilomètres de la ligne bordelaise concernée devrait être totalement passée à trois voies (quatre en gare), en plus de la suppression des passages à niveaux.

## Exploitation
Si la ligne est construite dans le cadre d'un partenariat public-privé, il est possible qu'une entreprise privée gère tout ou partie de l'exploitation et l'entretien de la ligne, en lieu et place de SNCF Réseau, à l'instar de la LGV Sud Europe Atlantique. Toutefois, aucune décision n'a encore été prise à ce sujet par le gouvernement.
En 2022 est créé la Société du Grand Projet du Sud Ouest, établissement public regroupant 25 collectivités territoriales, permettant de collecter les fonds nécessaires aux travaux. Le projet en partenariat public privé est donc écarté.
Le projet prévoit de faire rouler 92 trains par jour, à l’horizon 2032, au nord de Toulouse, contre 58 en 2024.

## Impact socio-économique
- Elle peut contenir un travail inédit ou des déclarations non vérifiées. Vous pouvez l’améliorer en ajoutant des références. (Marqué depuis mars 2024)

- Elle adopte un point de vue régional ou culturel particulier et nécessite une internationalisation. (Marqué depuis mars 2024)
- Sa rédaction n'est pas équilibrée, et donne à certains aspects ou points de vue une importance disproportionnée. Considérez son contenu avec précaution. Pour lancer la procédure de résolution du problème, utilisez le paramètre neutralité. (Marqué depuis mars 2024)

### Aire urbaine toulousaine

#### Transport en commun
L'arrivée du TGV à Toulouse devrait augmenter sensiblement le nombre de voyageurs en gare de Matabiau, comme ce fut observé à Bordeaux en 2017. Pour pallier cette augmentation de voyageurs, de nombreux projets sont en cours pour améliorer les desserte de la gare.
Tout d'abord, les transports urbains et sur rail seront renforcés. Ainsi, l'offre de TER et les parcs relais de Tisséo seront renforcés en banlieues afin d'encourager les usagers de la gare à laisser leurs voitures dans les parkings mis à leur disposition. Par exemple, les relais de transports tel que  La Vache, Borderouge, Jolimont, les Argoulets et Balma-Gramont pourraient être agrandis. Ces modifications s'accompagnent par une augmentation de la capacité des rames de métro.
Ainsi, la gare de Toulouse-Matabiau, pôle d'échanges multimodal, répondra au flux de voyageurs prévu en faisant se connecter tous les modes de déplacements : train, métro, bus, car, voiture, vélo et piéton dans les parcs-relais.

Tracé de la 3e ligne de métro Toulouse.

L'arrivée de la nouvelle ligne de TGV va permettre une montée en puissance des transports en commun et ainsi permettre la naissance d'un nouveau projet qu'est l’intégration complète de la 3e ligne de métro en 2024 (repoussé à fin 2028). Une ligne de métro qui devra absorber une grande partie de l’affluence engendrée par la création du quartier d’affaires et par la montée en puissance de Matabiau-Marengo comme pôle multimodal. Aujourd’hui, on sait que trois stations du « Toulouse Aerospace Express », situées au niveau de Matabiau, Raynal et du faubourg Bonnefoy, devraient desservir le périmètre.
Selon le président de la CCIT (chambre de commerce et d'industrie de Toulouse), Alain di Crescenzo, l’impact sur le transport aérien sera limité. « La liaison Toulouse-Paris, ce n’est pas la finalité d’un aéroport. Selon nos projections, au-delà de trois heures de trajet, il y aura peu de conséquences, soit une baisse de trafic estimée à -30 %. Il n’y a pas de péril en la demeure. Au contraire, la LGV est une superbe opportunité pour l’aéroport Toulouse-Blagnac. »
Enfin, selon une étude menée en 2014 par la région, seuls 7 % des usagers de la gare y viennent et en repartent en voiture. C’est peu mais suffisant pour faire des abords de la gare un point noir de la circulation quand on y ajoute le trafic de transit et le stationnement sauvage.

#### Mutation du quartier Marengo
À la suite de l'arrivée de la LGV à Toulouse, la gare Matabiau et son quartier vont être modifiés pour accueillir les futurs voyageurs.
Les objectifs seront :
- Faire de la gare Matabiau une grande gare contemporaine au cœur de Toulouse.
- Améliorer le confort de la gare Matabiau : développer l’accessibilité et les commodités.
- Aménager les quartiers existants, étendre le centre-ville jusqu'à la gare Matabiau.

#### Mutation de la gare Matabiau
La SNCF annonce, dans le cadre de son vaste plan Sud Europe Atlantique (SEA 2017), la rénovation en profondeur de la gare de Toulouse et sa transformation en véritable Pôle d'échange multimodal (PEM). Dans ce cadre, la fréquentation de la gare Matabiau devrait croître de près de 20%. Les abords de la gare Matabiau seront donc réaménagés pour s'inscrire dans le centre-ville.
Tout d'abord, la nouvelle gare proposera des services et des commerces répondant aux besoins des voyageurs, habitants et salariés.

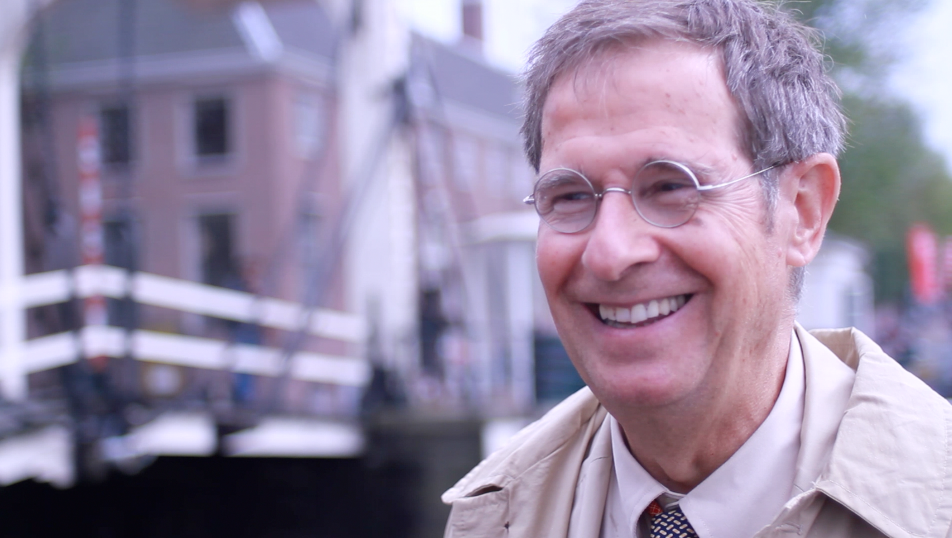
Joan Busquets, architecte du réaménagement.

Joan Busquets (architecte  de la nouvelle gare) souhaite réaliser une gare à deux niveaux ; pour cela il projette de créer une grande passerelle supérieure pour accéder aux quais des TER. L’urbaniste a confirmé qu’il travaille sur un ensemble à quatre parvis mais la circulation des usagers au sein de la gare et donc sa vie interne va être modifiée.
Une seconde entrée au niveau de Marengo sera créée, en exploitant un passage réservé jusqu'à présent au personnel de la SNCF. La maquette conçue suggère un prolongement de la future esplanade jusqu'à l'arche Marengo et des liaisons au bâtiment historique de Matabiau par le biais de passerelles aériennes.
La rénovation de la gare prévoit de créer une circulation automobile enterrée devant la gare grâce à un tunnel qui s'étendra du pont de Bonnefoy aux allées Jean-Jaurès. Cette modification va permettre de libérer la circulation aux alentours de la gare. Ainsi, l'organisation de la circulation en souterrain permet à l'urbaniste catalan de dégager une vaste esplanade tout autour de la gare, de l'avenue de Lyon à Marengo.
Enfin, un deuxième bâtiment voyageur sera créé côté Marengo, et relié au bâtiment historique de la gare par une vaste zone d'échanges. Pour accueillir le surcroît de voyageurs, le projet prévoit la création d'un nouveau quai et de nouvelles voies, ainsi que l'élargissement des quais existants. La gare sera également conçue de façon à faciliter les déplacements des personnes à mobilité réduite.

## Opposition au projet
Dès le débat public de 2005 l'opposition se manifeste par la création de pétitions et par la participation au débat public. Les argumentaires portant notamment sur les questions environnementales.  Lors de l'enquête d'utilité publique en 2014, les anti-LGV se réunissent lors de réunions publiques à l'initiative de l'association Landes Environnement Attitude (LEA), appuyés par un rapport de la Cour des comptes qui souligne « les limites et le coût insoutenable » du modèle de la grande vitesse ferroviaire. Soutenu par les maires de Bayonne et d'Irun, l'actuel maire de Bordeaux Pierre Hurmic s'y oppose, en qualifiant la LGV de « projet insensé ». Le maire écologiste reçoit le soutien d'autres élus, notamment la présidente de la commission transports au Parlement européen Karima Delli, qui obtient le retrait financier de l'Union européenne sur ce projet. Les conseils départementaux de Gironde, du Lot-et-Garonne et des Pyrénées-Atlantiques ont annoncé qu'ils ne financeront pas la LGV,.
Un collectif NINA (Ni Ici, Ni Ailleurs) a été créé en janvier 2022. Il a pour but « d'informer, de démentir, de débattre, combattre ce projet auquel s’oppose la grande majorité de la population concernée. » . Le 4 juin 2022, le collectif NINA déclare la vallée du Ciron et l'ensemble du tracé comme une zone à défendre (ZAD).
Le rapport de la commission d'enquête sur les AFSB ayant pris fin en aout 2024 rend compte d'un fort rejet populaire avec plus de 90 % d'avis défavorables parmi les participant.es.
Parmi les arguments des opposants :
- prioriser les lignes TER dites « du quotidien »[63],
- moderniser l'actuelle liaison Bordeaux-Toulouse, projet moins coûteux[64], mais qui ne ferait pas gagner autant de temps que la LGV,
- protéger les espaces naturels, agricoles et viticoles[57],
- les nuisances sonores et visuelles pour les riverains[64],
- le chantier engendrerait 4,5 millions de tonnes équivalent CO2, ce qui rendrait le projet non rentable en carbone[65].
- enjeux démocratique et de constitutionnalité : vaste opposition populaire au projet non prise en compte[62] et taxation de personnes qui ne bénéficieront pas du projet[43]
- enjeu de gentrification : à Bordeaux et à Toulouse les prix de l'immobilier augmenteront probablement sous l'effet de ce projet, rendant encore plus difficile l'accès au logement pour les habitants actuels[66]